# Liste der indischen Botschafter in Belgien
Der indische Botschafter in Brüssel ist regelmäßig auch bei den Regierungen in Den Haag und Luxemburg akkreditiert und leitet die Ständige Vertretung Indiens bei der Europäischen Union.
Die indische Botschaft befindet sich an der Chaussée de Vleurgat 217 in Brüssel.

## Botschafter
| Ernannt / Akkreditiert | Leiter der Mission             | Bemerkungen | ernannt von             | während der Regierung von | Posten verlassen |
| ---------------------- | ------------------------------ | --- | ----------------------- | ------------------------- | ---------------- |
| 1948                   | Badruddin Tyabji               | Geschäftsträger | Jawaharlal Nehru        | Achille Van Acker         | 1950             |
| 30. Aug. 1954          | K. K. Chettur                  | (* 1901) Sohn von P. K. Krishna Menon heiratete Meenakshi Chettur, 1952: Botschafter in Tokio | Jawaharlal Nehru        | Achille Van Acker         | 29. Apr. 1956    |
| 24. Okt. 1956          | B. N. Kaul                     | Privatsekretär von Jawaharlal Nehru | Jawaharlal Nehru        | Achille Van Acker         | 12. Aug. 1958    |
| 5. Sep. 1958           | Mohamed Abdul Rauf             | (* 15. November 1901 in Rangun; † 1967) der ältere Bruder von M.A. Raschid, Mitglied des Supreme Council of the Anti-Fascist People’s Freedom League; studierte an der St. Paul’s High School, Rangoon. fünf Jahre Botschafter in Rangun | Jawaharlal Nehru        | Gaston Eyskens            | Nov. 1961        |
| 15. Jan. 1962          | Krishen Behari Lall            | [ 1 ] | Jawaharlal Nehru        | Théo Lefèvre              | 9. Juli 1966     |
| 16. Dez. 1966          | T. Swaminathan                 | 1973–1977: Chief Election Commissioners | Indira Gandhi           | Paul Vanden Boeynants     | 20. Jan. 1970    |
| 27. Apr. 1970          | Bhagvatprasad Raojibhai Patel  | | Indira Gandhi           | Gaston Eyskens            | 25. Mai 1973     |
| 28. Mai 1973           | Krishen Behari Lall            | | Indira Gandhi           | Edmond Leburton           | 10. Aug. 1977    |
| 27. Aug. 1977          | Prasannbhai Karunashankar Dave | | Morarji Desai           | Leo Tindemans             | 31. Juli 1981    |
| 17. Aug. 1981          | Surgit Singh Puri              | | Indira Gandhi           | Mark Eyskens              | 30. Juni 1982    |
| 27. Aug. 1982          | Eric Gonsalves                 | | Indira Gandhi           | Wilfried Martens          | 31. Mai 1986     |
| 10. Okt. 1986          | Narendra Kumar Prakash Jain    | | Rajiv Gandhi            | Wilfried Martens          | 30. Apr. 1989    |
| 5. Juni 1989           | G. V. Ramakrishna              | (* 1930) Vorsitzender des Securities and Exchange Board of India (SEBI) | Vishwanath Pratap Singh | Wilfried Martens          | 14. Juli 1990    |
| 30. Juli 1990          | Arjun Kumar Sengupta           | | Chandra Shekhar         | Wilfried Martens          | 12. Okt. 1993    |
| 22. Jan. 1994          | Amar Nath Ram                  | 1983–1986:Botschafter in Thimphu, 1988: Botschafter in Buenos Aires, 26. Juni 1992 Botschafter in Bangkok | P. V. Narasimha Rao     | Jean-Luc Dehaene          | 5. Dez. 1995     |
| 25. Juni 1996          | Chandrashekhar Dasgupta        | 1993 bis 1996 Botschafter in Peking, bis 2004 Sicherheitsberater von Atal Bihari Vajpayee. | H. D. Deve Gowda        | Jean-Luc Dehaene          | 31. Aug. 2000    |
| 2. Sep. 2000           | Pradeep Kumar Singh            | | Atal Bihari Vajpayee    | Guy Verhofstadt           | 15. Juli 2004    |
| 25. Juli 2004          | Rajendra Madhukar Abhyankar    | | Manmohan Singh          | Guy Verhofstadt           | 31. Aug. 2005    |
| 13. Sep. 2005          | Dipak Chatterjee               | | Manmohan Singh          | Guy Verhofstadt           | 13. Sep. 2008    |
| 13. Sep. 2008          | Jaimini Bhagwati               | 19 Jan 2012 HC UK | Manmohan Singh          | Yves Leterme              | 27. Feb. 2012    |
| 3. Sep. 2012           | Dinkar Khullar                 | (* 1954 in New Delhi) | Manmohan Singh          | Yves Leterme              |                  |